# Mohammad Reza Mortazavi

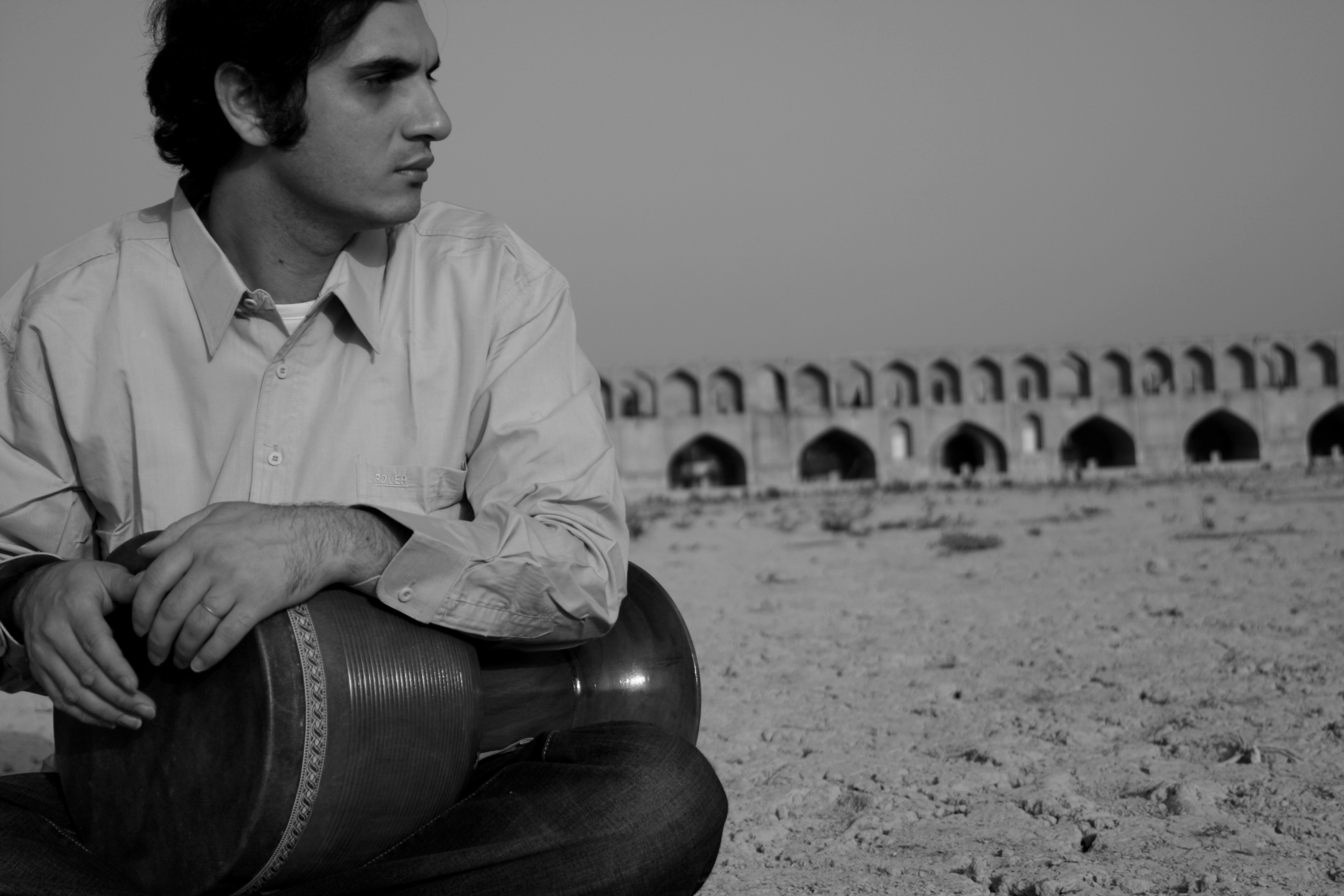
Mohammad Reza Mortazavi (2009)

Mohammad Reza Mortazavi (* 1978 in Isfahan, Iran) ist ein iranischer Tombak- und Daf-Spieler und Komponist.

## Leben
Beide Eltern waren Musiker und förderten seine musikalischen Interessen schon in jungem Alter. Bereits mit zehn Jahren nahm er an einem Musikwettbewerb in Teheran teil und gewann den 1. Preis, genauso in den darauf folgenden sechs Jahren. Er verbesserte seine musikalischen Fingertechniken und Klangvariationen, auch indem er die Grenzen des Traditionellen hinter sich ließ und neue Schlagtechniken entwickelte. Eigens für den Wettbewerb komponierte er Stücke und wurde damit populär. Ab zwölf Jahren begann Mortazavi, selbst Unterricht zu geben.
Einer Einladung aus München folgend kam Mortazavi mit 22 Jahren erstmals nach Deutschland, um ein Solo-Konzert zu geben. Er traf auf unverhofft viel Begeisterung für seine Musik. Es ergaben sich daraus optimale Rahmenbedingungen, eigene CDs zu veröffentlichen und weitere Konzerte zu geben. 2003 erhielt er den Rudolstädter Weltmusikpreis Ruth. In Anerkennung seiner „erweiterten Spieltechniken und neuen Stilistiken“ auf der Tombak, einer Bechertrommel der klassischen iranischen Musik, wurde er auf dem internationalen Festival für improvisierte Musik Total Music Meeting im November 2005 in Berlin eingeladen, einen eigenen Programmpunkt als Solokonzert und einen mehrteiligen Workshop zu gestalten. 
Im Jahr 2010 trat er mit einem Solo-Konzert in der Berliner Philharmonie auf. Mortazavi nahm 2011 an der World Music Expo WOMEX in Kopenhagen teil. 2013 begann er eine internationale Solo-Tour für das Album Codex mit mehr als 100 Konzerten mit Stationen wie dem World Music Festival in Shanghai, der Philharmonie Luxembourg, der Kölner Philharmonie und mehrmals in Folge beim Fusion Festival. Das Abschlusskonzert 2015 fand in der ausverkauften Samariterkirche in Berlin statt. Im selben Jahr startete er die Aufführungsreihe Transformation in Berlin. Das achte Soloalbum, erschien im selben Jahr unter diesem Namen.
Mohammad Reza Mortazavi lebt und arbeitet als Musiker überwiegend in Berlin, wo er auch Meisterkurse gibt.

## Diskografie
- Pulse, 2001, Tombak-Solo
- Wind & Fire, 2002, Tombak pur, auf alle tontechnischen Hilfsmittel verzichtet
- Departure - Percussion Orchestra, 2003, alle Instrumente vom Künstler eingespielt, nachträglicher Remix
- Saena, 2008, Tombak-Solo
- Green Hands, 2010, Tombak- und Daf-Solo
- Green Hands, 2010, Live at the Berlin Philharmonie DVD
- Geradeaus, 2011, Tombak- und Daf-Solo
- Codex, 2013, Tombak-Solo
- Transformation, 2016, Daf-Solo
- Yek, 2017, Tombak, Daf und Electronic – zusammen mit Burnt Friedman. Vinyl-EP
- Focus, 2018, Tombak- und Daf-Solo. Vinyl-EP

## Auszeichnungen
- 2005 Einladung als Soloact in Konzert und Workshop auf dem Total Music Meeting
- 2003 Newcomer-Weltmusikpreis Ruth auf dem TFF.Rudolstadt